# ژان-مارک واشرون
ژان-مارک واشرون (انگلیسی: Jean-Marc Vacheron; ۲۹ آوریل ۱۷۳۱ – ۱۸۰۵ (۷۳−۷۴ سال)) ساعت‌ساز و کارآفرین اهل سوئیس بود، که با مشارکت فرانسیس کنستاتی در سال ۱۷۵۵ شرکت ساعت‌سازی واشرون کنستاتی را تأسیس نمود.